# Bi-Polar (álbum)
Bi-Polar es el álbum debut de la banda argentina de rock alternativo Cirse, lanzado de forma independiente el 14 de diciembre de 2007. Su producción estuvo a cargo de César Andino de la banda Cabezones y de Gabriel Leopardi.

## Información del álbum
Cirse debutó en los escenarios a fines de 2004, logrando entre sus presentaciones por Capital Federal e interior del país captar la atención de César Andino y convocando a la banda inicialmente a grabar un EP de 6 canciones en abril de 2005. Sin que el EP sea editado, César les propone la grabación de un álbum de estudio. Cirse acepta la propuesta y comienzan a ajustar los nuevos temas para continuar con la grabación. En el año 2005 lanzan el simple de «Algo quedará», que luego sería incluido en el álbum. En 2006, le ofrecen a la banda participar del disco triple homenaje a Luis Alberto Spinetta titulado Al Flaco… Dale Gracias versionando la canción «Alma de diamante», que también aparecería en el álbum. Finalmente, Cirse lanzó Bi-Polar el 14 de diciembre de 2007 en todo el país en formato de CD, editado por ArteDark.

## Promoción
En 2008, lanzan su primer video musical «Muy Tarde», siendo dirigido por Gustavo Stenta. El video generó difusión en MTV y MuchMusic. A mediados de 2008, el sencillo es elegido como cortina musical para el programa Policías en acción. A fines de 2008 y principios de 2009, Cirse fue invitado a diversas entrevistas y participaciones en canales como CM, Q y en el programa Peisapping. La banda comienza entonces una serie de apariciones en distintos puntos del país y en festivales nacionales para promocionar el disco.

## Lista de canciones
| N.º   | Título                                   | Duración |  |
| 1.    | «Muy Tarde»                              | 2:42     |  |
| 2.    | «Cuando Despiertes»                      | 3:08     |  |
| 3.    | «Algo Quedará»                           | 4:04     |  |
| 4.    | «Tecno»                                  | 2:25     |  |
| 5.    | «A Través de Mi»                         | 4:02     |  |
| 6.    | «Huir»                                   | 2:10     |  |
| 7.    | «Alma de Diamante (Spinetta Jade Cover)» | 2:31     |  |
| 8.    | «Mentiras»                               | 3:57     |  |
| 9.    | «Malezas»                                | 3:59     |  |
| 10.   | «Katmandú (Pappo Cover)»                 | 3:28     |  |
| 11.   | «Algo Quedará» (Acústico)                | 3:28     |  |
| 35:58 |                                          |          |  |

## Créditos
Cirse
- Luciana Segovia: voz.
- Gabriel Leopardi: guitarra, coros, producción, grabación, mezclas.
- Sebastián Leopardi: bajo, coros.
- Luisao Fernández: batería.

Producción
- César Andino: producción
- Gabriel Leopardi: producción
- Leonardo Licitra: grabación
- Martín Herrero: técnico de grabación
- Eduardo Bergallo: masterización